# Una Alianza Angloamericana
Una Alianza Angloamericana: Un Romance Serio-Cómico y Pronóstico del Futuro (en inglés: An Anglo-American Alliance: A Serio-Comic Romance and Forecast of the Future) es una novela de 1906 escrita e ilustrada por Gregory Casparian y publicada por Mayflower Presses. Un crítico de io9 la ha calificado como «la primera novela de ciencia ficción lésbica».

## Autor
Se sabe poco sobre Gregory Casparian (1856–1942). Casparian, de origen turco-armenio, sirvió como oficial en el ejército turco. Emigró a Estados Unidos en 1877, se estableció en Nueva York y trabajó como artista, pintor y fotograbador. La Alianza Angloamericana es su única obra publicada.

## Ambientación y trama

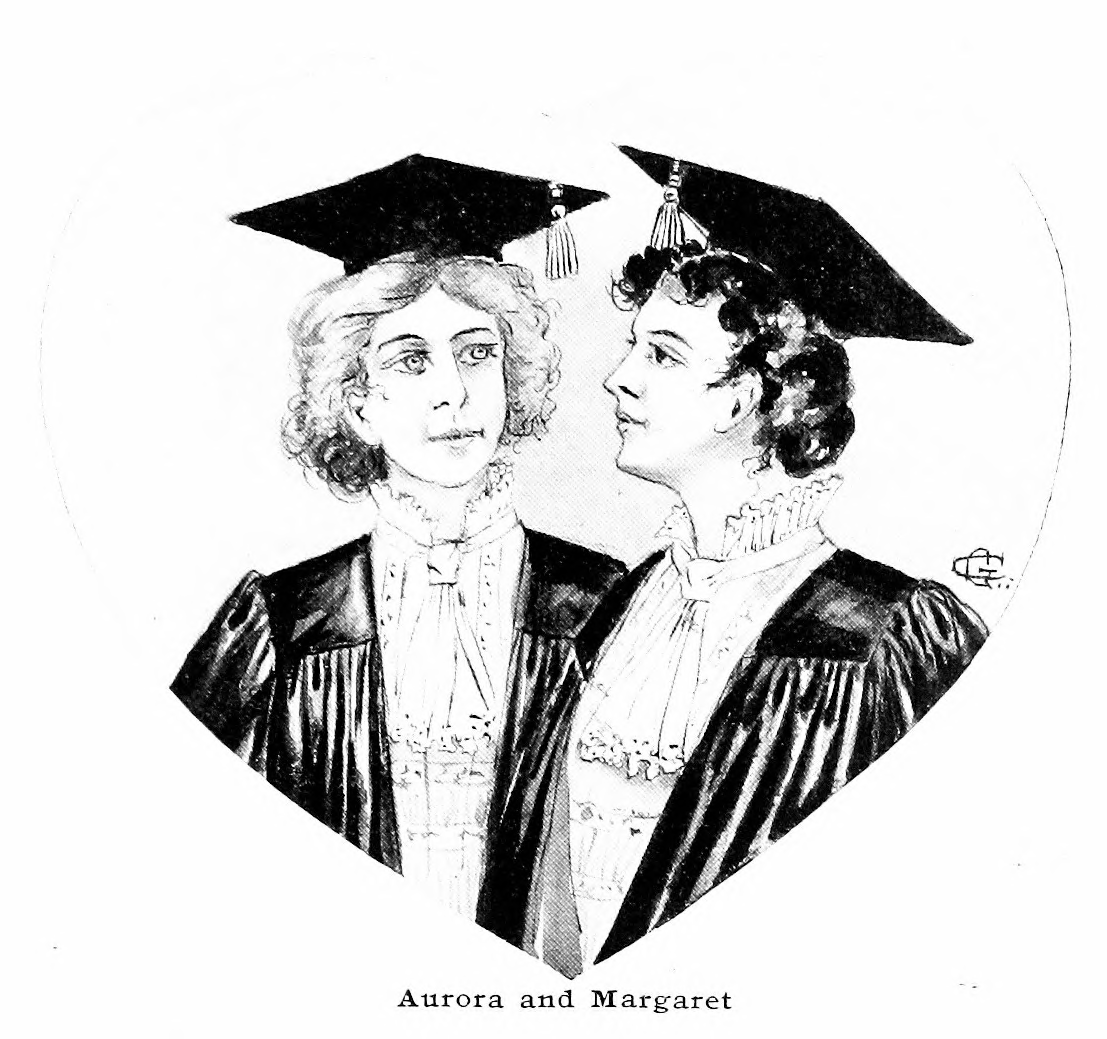
Aurora y Margaret, las heroínas de la novela, tal y como las ilustra el autor.

La novela está ambientada en el futuro de 1960 y describe un mundo geopolíticamente muy similar al de 1906, con Estados Unidos y el Reino Unido como las principales potencias coloniales del mundo. Casparian afirmó en el prefacio que el propósito del libro era mostrar la conveniencia de un gobierno mundial, para lo cual veía el establecimiento de una federación angloamericana como un primer paso. Hay avances tecnológicos limitados, como el discernimiento prenatal del sexo, la animación suspendida y una cura para la pereza (que beneficia a los "negros de los estados del sur", según la novela). Los telescopios han mostrado vida inteligente en otros planetas, lo cual se describe en interludios no relacionados con el resto de la novela.
La novela sigue el romance de dos jóvenes mujeres de clase alta, la británica Aurora Cunningham y la estadounidense Margaret MacDonald, que asisten al mismo seminario de mujeres en Cornwall y mantienen una relación romántica secreta. Después de graduarse, Margaret se transformó quirúrgicamente en un hombre, Spencer Hamilton. Como músico famoso, Hamilton corteja y se casa con Aurora, y viven felices para siempre.

## Significado
En una reseña de la novela en 1990, Everett F. Bleiler la describió como una curiosidad y una "novela excéntrica con una descripción temprana de cambios de sexo quirúrgicos". Un artículo de 2011 en io9 destacó la novedad de la obra en el sentido de que presentaba una relación romántica lésbica directamente en lugar de a través del subtexto de un "matrimonio bostoniano", como se hacía ocasionalmente en la ficción victoriana, y al presentar al primer héroe transgénero de la ciencia ficción.